# Luis Vargas Archila
Luis Humberto Vargas Archila (Santa Bárbara de Barinas, Venezuela; 8 de enero de 1988) es un futbolista venezolano que juega como centrocampista en el Zamora Fútbol Club de la Primera División de Venezuela.

## Trujillanos FC
Luis se formó en el Italchacao y luego fue comprado por el Trujillanos FC. Jugó hasta el 2008 con el equipo de Valera, jugando 32 partidos y haciendo un gol.

## Mineros de Guayana
Fue adquirido por el Mineros de Guayana, aunque solo duró una temporada en el equipo Negriazul. Participó en 32 encuentros.

## Yaracuyanos FC
El equipo de San Felipe se hizo de sus servicios en el 2009 y se convirtió en un referente vital para el equipo. Jugó 68 partidos anotando 9 goles.

## Zamora FC
El gran paso de su Carrera profesional fue en el Zamora FC. Se convirtió en el Capitán del equipo conquistando 3 títulos de la Primera División de su país y llegando a ser un gran referente del equipo Blanquinegro. Acumuló más de 130 partidos y un total de 11 goles.

## Deportivo Táchira
El Deportivo Táchira hizo oficial la contratación del mediocampista barinés en junio de 2017 para el venidero Torneo Clausura 2017.

## Clubes
| Club               | País      | Año             | Juegos | Goles |
| ------------------ | --------- | --------------- | ------ | ----- |
| Trujillanos FC     | Venezuela | 2007 - 2008     | 32     | 1     |
| Mineros de Guayana | Venezuela | 2008 - 2009     | 32     | 0     |
| Yaracuyanos FC     | Venezuela | 2009 - 2011     | 68     | 9     |
| Zamora FC          | Venezuela | 2012 - 2017     | 136    | 11    |
| Deportivo Táchira  | Venezuela | 2017            | 13     | 0     |
| Murciélagos FC     | México    | 2018 - Presente | 0      | 0     |